# توماس سانشيز (كاتب)
توماس سانشيز (بالإنجليزية: Thomas Sanchez)‏ (26 فبراير 1944، أوكلاند في الولايات المتحدة)؛ كاتب وروائي أمريكي.